# Ala-ud-Din Alam Shah
Ala-ud-Din Alam Shah  (?-1451) - sułtan Delhi, ostatni sułtan dynastii Sajjidów, panujący w latach 1446 – 1451. Jego panowanie ograniczało się do Delhi i okolicznych wiosek. Brak aktywności sułtana spowodował że nawet mieszkańcy Delhi przestali uznawać jego władzę i zaoferowali tron Bahlulowi Lodi, pierwszemu sułtanowi nowej dynastii Lodi. Alam Shah opuścił Delhi w 1448 a Bahlul Lodi zajął miasto i przejął władzę 3 lata później.